# Liste der Naturschutzgebiete im Landkreis Heidenheim
Im Landkreis Heidenheim gibt es 15 Naturschutzgebiete. Für die Ausweisung von Naturschutzgebieten ist das Regierungspräsidium Stuttgart zuständig. Nach der Schutzgebietsstatistik der Landesanstalt für Umwelt, Messungen und Naturschutz Baden-Württemberg (LUBW) stehen 1.367,51 Hektar der Kreisfläche unter Naturschutz, das sind 2,18 Prozent.

## Naturschutzgebiete im Landkreis Heidenheim
| Name                                            | Bild | Kennung               | Einzelheiten | Position | Fläche Hektar | Datum         |
| ----------------------------------------------- | ---- | --------------------- | --- | -------- | ------------- | ------------- |
| Hülbe am Märtelesberg                           |      | 1.019 WDPA: 81966     | Steinheim am Albuch Hülbe des Albuchs mit zwischenmoorartiger Vegetation. | ⊙        | 0,2           | 14. Juli 1967 |
| Ravensburg                                      | BW   | 1.098 WDPA: 82373     | Sontheim an der Brenz Landschaftsbestimmender Bergvorsprung; Lebensraum bedrohter Vogelarten. | ⊙        | 6,3           | 1. März 1982  |
| Steinbruchterrassen im Egautal                  | BW   | 1.099 WDPA: 82629     | Dischingen, Neresheim Kalkmagerrasen auf den Terrassen eines aufgelassenen Steinbruchs mit großer Anzahl seltener und bedrohter Pflanzen und Flächen, die der natürlichen Sukzession überlassen werden. | ⊙        | 10,8          | 12. März 1982 |
| Eselsburger Tal                                 |      | 1.114 WDPA: 81629     | Gerstetten, Herbrechtingen Geologisch interessante Brenztalschlinge, Hangwälder, Heideflächen, Feuchtgebiete und Felsbildungen mit besonderem landschaftlichem Reiz; eine Vielzahl wertvoller Lebensräume von Tier- und Pflanzenarten, Massenvorkommen von geschützten Pflanzenarten. | ⊙        | 322,1         | 26. Mai 1983  |
| Zwing                                           |      | 1.188 WDPA: 166433    | Dischingen, Nattheim, Neresheim Zusammenhängende, großflächige Wacholderheiden und Kalkmagerwiesen, naturnahe Kalkbuchenwälder, Steppenheiden und Säume im Wechsel zur offenen Landschaft; Lebensraum für eine Vielzahl von Lebensgemeinschaften mit großer Anzahl seltener und besonders geschützter Tier- und Pflanzenarten. | ⊙        | 102,3         | 26. Okt. 1992 |
| Fliegenberg-Kahlhof                             |      | 1.199 WDPA: 163118    | Dischingen Landschaftsprägende Trockenrasen mit einer einzigartigen Vielzahl bodenlebender Insekten und wärmeliebender Pflanzen; extensiv bewirtschafteter Acker mit seltenen Ackerwildkräutern. | ⊙        | 27,7          | 17. Feb. 1994 |
| Griesbuckellandschaft Demmingen                 | BW   | 1.211 WDPA: 163322    | Dischingen Durch den Meteoriteneinschlag vor ca. 15 Millionen Jahren im Nördlinger Ries entstandene „Griesbuckel“; einzigartiges Landschaftsbild von besonderer Eigenart, ausgeprägte, teils wald-, teils steppenheidebedeckte Griesbuckellandschaft mit ökologisch wertvollen Lebensräumen seltener Pflanzen- und Tierarten, darunter viele gefährdete Arten. | ⊙        | 24,3          | 29. Mai 1995  |
| Kürnberg                                        | BW   | 1.215 WDPA: 164303    | Giengen an der Brenz Durch bodensaure Verhältnisse geprägte Wacholderheide mit typischer, seltener Vegetation, darunter ein bemerkenswerter Bestand der stark gefährdeten Herbstschraubenblume. | ⊙        | 12,4          | 4. Juli 1996  |
| Buchhalde-Neresheimer Tal                       | BW   | 1.220 WDPA: 162614    | Heidenheim an der Brenz Es handelt sich um artenreiche Trockenrasen mit teils mächtigen Felsen und felsigen Bereichen mit der entsprechenden Tier- u. Pflanzenwelt. Vernetzungsfunktion ist gegeben. Das heute trockengefallene Neresheimer Tal und seine aufwärtige Fortsetzung, das Krätzenral, sind von der Ur-Eger geschaffen worden, die auch die Felsbildung herausmodelliert hat. | ⊙        | 7,2           | 10. Okt. 1996 |
| Steinbruch Steinweiler                          | BW   | 1.224 WDPA: 165706    | Nattheim Ökologisch, geologisch und landeskundlich bedeutsames Steinbruchareal als Lebensraum für eine vielfältige Fauna und Flora, darunter seltene und vom Aussterben bedrohte Arten, insbesondere Reptilien. Der Steinbruch wurde 1965 geschlossen. | ⊙        | 7,3           | 11. Nov. 1997 |
| Brünneleswiesen                                 |      | 1.268 WDPA: 378062    | Heidenheim an der Brenz, Königsbronn Sicherung und Erhaltung der überwiegend als Dauergrünland genutzten, teilweise vernässten Brenztalaue mit charakteristischen Landschaftselementen und des Landschaftsbildes mit malerischen, vielfältig geprägten und durch Hochstauden, Röhrichte und Gehölze umsäumten Brenzschlingen, Brenzaltarme und sonstiger, kleiner Wassergräben in ihrer landschaftlichen und ökologischen Bedeutung als natürliche Lebensstätten für Pflanzen- und Tierarten. | ⊙        | 63,7          | 6. Okt. 2006  |
| Wental mit Seitentälern und Feldinsel Klösterle |      | 1.274 WDPA: 389994    | Steinheim am Albuch, Essingen (Württemberg) Erhaltung und Sicherung des Wentales mit seinen Neben- und Seitentälern, die von geologischen Besonderheiten geprägt und für die Schwäbische Alb einzigartig sind. | ⊙        | 288,4         | 29. Dez. 2008 |
| Steinheimer Becken                              |      | 1.278 WDPA: 555560720 | Steinheim am Albuch Das Gebiet ist in erdgeschichtlicher und landeskundlicher Hinsicht international von großem Interesse. Wacholderheiden, Magerrasen und Trockenrasen in unterschiedlicher Ausprägung nehmen im Schutzgebiet den überwiegenden Teil der Flächen ein. Daneben bestimmen reich strukturierte Gehölzbestände, Waldinseln, naturnahe Laubwälder, Weidbäume und Felsbiotope das Landschaftsbild.                                                                                 | ⊙        | 425,7         | 28. Mai 2014  |
| Bullenberg-Dudelberg-Stockhau                   |      | 1.280 WDPA: 555690858 | Steinheim am Albuch Wacholderheiden vielfältiger Ausprägung. | ⊙        | 101,3         | 15. Dez. 2017 |
| Kutschenberg-Heuschlaufenberg-Stürzelberg       |      | 1.281 WDPA: 555690859 | Steinheim am Albuch, Gerstetten Extensiv beweidete Magerrasen, deren Ausbildung, Verzahnung und Übergänge besonders vielfältig sind. | ⊙        | 76,3          | 15. Dez. 2017 |
| Legende für Naturschutzgebiet                   |      |                       | |          |               |               |